# إيثليوس
إيثيليوس (باليونانية القديمة: Ἀέθλιος) حسب الأساطير اليونانية هو أول حاكم لإيليا وراعي الألعاب الأولمبية القديمة.

## العائلة
يوجد اختلاف حول أسلافه، الغالب أنه ابن زيوس وأمه بروتوجيني بنت ديوكاليون، لكن دليل النساء يمنحه أمًا أخرى هي كاليسي. كما يوجد تقليد يجعل من كاليسي زوجته، ومن الراعي إنديميون أبا له، كما يذكر باوسانياس أن تقليدا ثانويا في الميثولوجيا الإغريقية يجعله ابن أوديسيوس.

## الأسطورة
قاد إيثليوس شعب الأيوليين من ثيساليا لغزو شمال اليونان، وعندما استتب له الأمر أسس إليس. كان إيثيليوس راعي الألعاب الأولمبية تكريما لأسلافه في جبل أولمب، وقد كان يطلق اسمه على الرياضيين المشاركين في الألعاب.